# Strelka (Sant Petersburg)

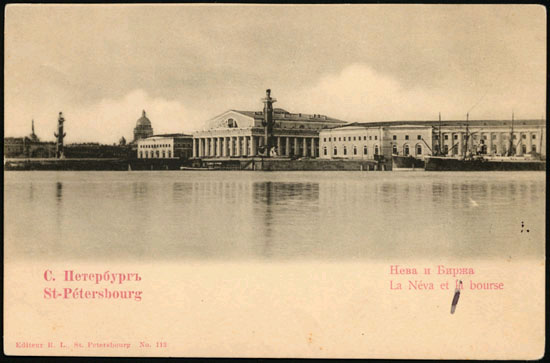
La Strelka de l'illa Vassílievski en una postal del començament del

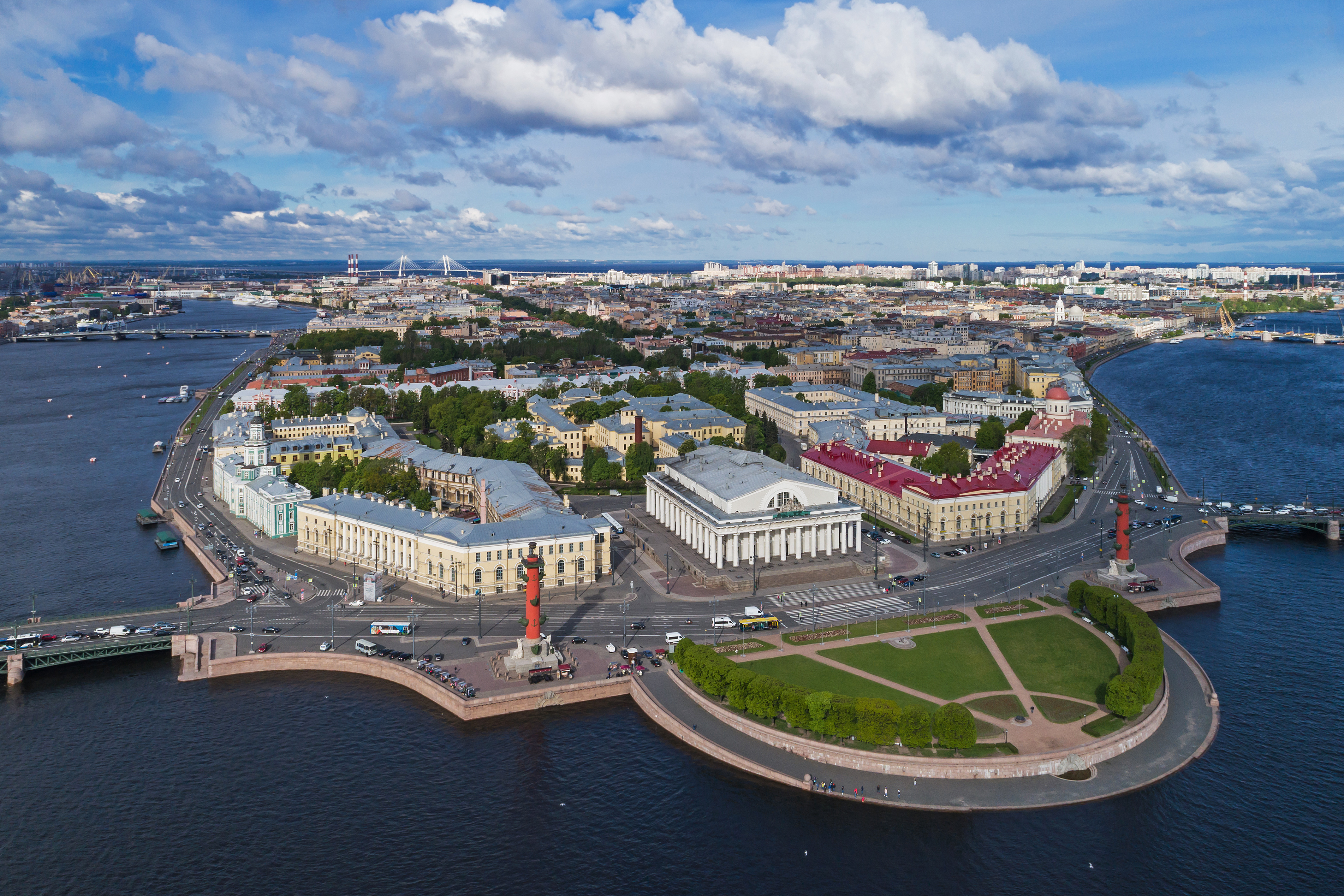
La Strelka a vista d'ocell, amb les columnes rostrals

La Strelka (en rus Стрелка) és l'extrem oriental de l'illa Vassílievski a Sant Petersburg (Rússia), un dels conjunts arquitectònics més atractius de la ciutat, que harmonitza amb l'arquitectura del paisatge de la riba del riu Nevà.
El nom rus de Strelka (que significa 'sageta') fa referència en aquest cas a l'esperó que es forma a la confluència o divergència de dos rius o afluents, en aquest cas allà on s'uneixen els dos braços principals del Nevà, el Bolxaia Nevà (o Nevà Gran) i el Màlaia Nevà (o Nevà Petit). També són conegudes la Stelka de Nijni Nóvgorod, a la confluència del Volga i l'Okà, i de Iaroslavl, on el Volga s'uneix amb el Kótorosl.

## Història
L'illa Vassílievski es va començar a edificar al temps de Pere el Gran. El 1716 es va aprovar el projecte inicial de l'arquitecte italià Domenico Trezzini, segons el qual s'hi havia de crear una plaça trapezoïdal tancada, voltada pel perímetre de les cases. Però Trezzini el va haver de modificar entre el 1719 i el 1721 a instàncies del tsar, que volia fer de la punta de l'illa el centre cultural i de negocis de la ciutat. Així, es va decidir crear-hi els Dotze Col·legis (conjunt d'edificis que allotjaven els diversos ministeris del Govern i el Senat, i actualment seu de la Universitat de Sant Petersburg), la Borsa, les galeries comercials i la catedral.
Al començament de la dècada del 1720, vora la riba sud de la Strelka (la que dona al Gran Nevà) s'hi van construir la Kunstkàmera o gabinet de curiositats i el palau de la reina Praskóvia Saltikova, que fou concedit a l'Acadèmia de Ciències. Però la riba nord no en va resultar tan ben equipada. Allà, vora el Petit Nevà, Trezzini hi va projectar les galeries comercials o Gostini Dvor (1722-35, se'n conserva una part) i les residències de diverses famílies nobles com els Apraksin, els Demídov, els Narixkin i els Lopukhín. A la dècada del 1730 aquesta zona fou concedida al port i els edificis van allotjar la llotja, la duana i diversos magatzems. Entre les dues ribes quedava un gran solar buit.

### Continuació del projecte urbanístic
A mitjan segle xviii, a la part del mig hi havia el projecte de fer-hi un pavelló per col·locar-hi el Globus de Gottorf, un gran globus terraqüi, que va resultar severament danyat en un incendi el 1747. Segons el pla d'ordenació aprovat el 1767 per la Comissió d'Urbanisme, la planta del solar del mig havia de remodelar-se en forma de ferradura. En els sis anys que van del 1783 al 1789 l'arquitecte italià Giacomo Quarenghi va construir vora el Gran Nevà l'edifici de l'Acadèmia de Ciències de Sant Petersburg, i posteriorment una part dels magatzems del Nord (1795-97).
Entre 1805 i 1810 l'arquitecte francès Thomas de Thomon va bastir a l'espai que quedava buit entre aquests dos edificis la nova Borsa, que havia de satisfer les necessitats de la creixent economia russa. El majestuós edifici és d'estil neoclàssic, emulant els antics temples grecs. Al davant, l'arquitecte hi va aixecar dues columnes rostrals amb figures al·legòriques a la base, que representen els grans rius russos: el Volga, el Dniéper, el Nevà i el Vólkhov. El conjunt es va completar amb diversos edificis i magatzems, obra d'Ivan Luchini (1826-32).

## Un nou panorama d'ençà del 2008

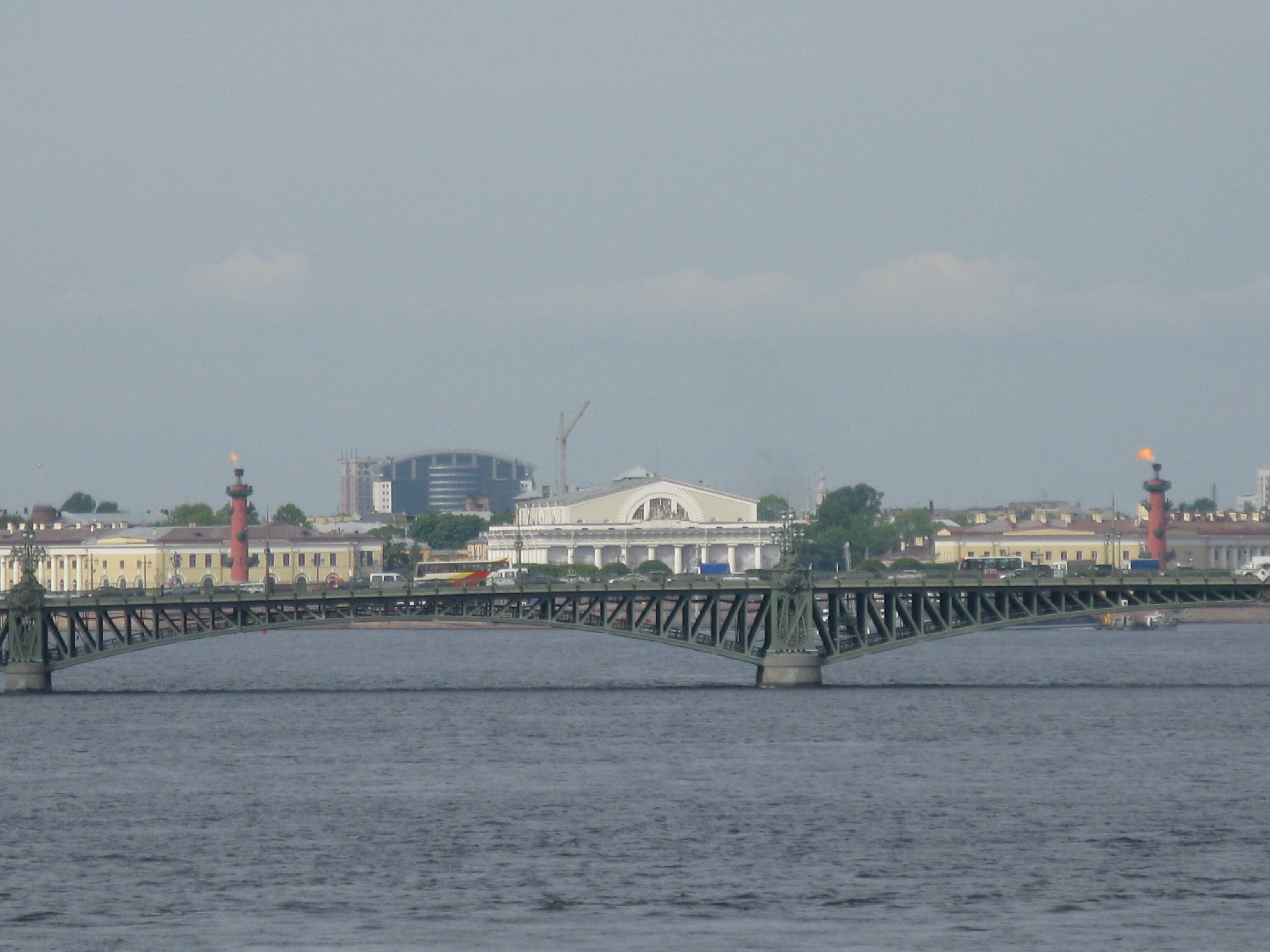
Nova visió de la Strelka a partir de l'any 2008 (en primer terme, el pont de la Trinitat)

L'any 2008, l'aparença històrica de la Strelka de l'illa Vassílievski s'ha perdut irremissiblement arran de la construcció dels alts edificis de la nova Borsa i el complex residencial proper al Palau de la Cultura Kírov, que sobresurten rere l'horitzó i malmeten el panorama tradicional que s'aprecia des del Nevà. A més a més, hi ha el projecte del Front Marítim (en rus Морской фасад, Morskoi fasad), un nou complex d'habitatges a l'altra punta de l'illa, que encara pot empitjorar el panorama harmoniós de la Strelka.